# Palazzo Lombardia
Palazzo Lombardia è un complesso unitario di edifici, tra cui un grattacielo alto 161,3 metri (il più alto d'Italia tra il 2009 ed il 2011, poi superato dalla Torre Unicredit). Vi ha sede la Giunta regionale con la presidenza e la totalità degli assessorati (direzioni generali), mentre il Consiglio regionale e relativi uffici hanno sede nel Grattacielo Pirelli. Il complesso si sviluppa nella piazza Città di Lombardia, adiacente via Melchiorre Gioia, a Milano.

## Caratteristiche del progetto
Il complesso è risultato vincitore di un concorso internazionale indetto dalla Regione Lombardia: vennero presentati 98 progetti, ridotti a 10 dopo una prima selezione. Ad aggiudicarsi la gara è stato il gruppo composto da Pei Cobb Freed & Partners di New York nonché Caputo Partnership e Sistema Duemila, entrambi di Milano.
L'edificio è situato in un'area di 33.700 metri quadrati compresa tra le vie Melchiorre Gioia, Restelli, Algarotti e Galvani. Gli scavi per le fondazioni iniziano nella primavera del 2007 e la costruzione si concluse nell'autunno 2010. Il costo ammonta a circa 400 milioni di euro.
La Regione intende così concentrare fra il nuovo edificio e il vicino Grattacielo Pirelli tutti gli uffici dislocati per la città di Milano, consentendo un risparmio calcolato dalla stessa regione in circa 25 milioni annui rispetto alle spese attuali per gli affitti, senza contare il risparmio di tempo per il trasferimento dei dipendenti da una sede all'altra.
Questa sede è composta da una torre di 161 metri in calcestruzzo armato, acciaio e vetro, circondata da un sistema complesso di edifici curvilinei (detti corpi bassi), alti dai sette agli otto piani, in cui ai rispettivi piani terra sono concentrate le funzioni culturali, di intrattenimento e servizio, collegati da una piazza di forma ovoidale con una copertura in materiale plastico. 

La piazza, denominata "Piazza Città di Lombardia", è la piazza coperta più grande d'Europa; ospita diverse attività, fra cui un ufficio postale, una scuola materna, un auditorium, diversi ristoranti e caffetterie. L'area include più di 26.000 m² di parcheggio interrati, 3.300 metri quadrati previsti di aree a bosco e 2700 metri quadrati di giardino pensile. A risarcimento del taglio del bosco di Gioia, è stato piantato un filare di alberi lungo via Restelli e ridisegnato il verde già esistente verso Piazza Carbonari con dei giardini tematici. Un'elisuperficie di 26 metri di diametro sorge su uno dei corpi bassi.
Il progetto ha previsto soluzioni tecnologiche avanzate, quali un sistema a travi fredde con utilizzo di pompe di calore a acqua di falda, studiato sia per il riscaldamento che per il raffreddamento; inoltre, alcune facciate della torre sono provviste di pannelli fotovoltaici che garantiscono una parte dell'energia necessaria al funzionamento delle attività al suo interno; infine, è presente un muro climatico, costituito da un'intercapedine tra i vetri esterni della facciata e quelli interni, che raccoglie il calore solare permettendone il riutilizzo.
La denominazione Palazzo Lombardia venne preferita dai cittadini alle altre proposte, con il 52,5% dei voti espressi sul sito web dell'Ente.
Il termine dei lavori nel cantiere, inizialmente previsto per la fine del 2009, venne spostato al 2011.
Oltre ad alcune rifiniture del grattacielo, doveva infatti essere completata la riqualificazione dell'area appena circostante il grattacielo, con la realizzazione di diverse aiuole, piccole collinette, vasche e varie piantumazioni, oltre ad altri elementi di arredo urbano.
Dal 22 gennaio al 2 febbraio 2010 il grattacielo venne parzialmente aperto ai cittadini.
Domenica 31 gennaio 2010 al 39º piano del grattacielo la Madonnina, copia di quella posta sul Duomo di Milano, venne benedetta dal cardinale Dionigi Tettamanzi. La tradizione infatti ne vuole una sul punto più alto della città. Quella di Palazzo Lombardia segue l'originale e le copie poste su Torre Breda e Grattacielo Pirelli.
Il prestigioso Council of Tall Buildings and Urban Habitat (Ctbuh) di Chicago ha premiato Palazzo Lombardia come miglior grattacielo d'Europa per il 2012, premiandone il design, la sostenibilità e l'innovazione. È stato il primo edificio italiano a ricevere questo premio.

## L'area del progetto: il Bosco di Gioia

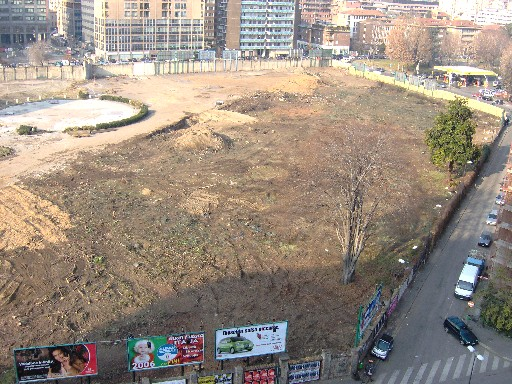
Il Bosco di Gioia dopo il taglio, il 9 gennaio 2006

L'area su cui l'edificio sorge oggi in precedenza era occupata dal vivaio detto Bosco di Gioia, sorto su alcuni terreni lasciati in eredità all'Ospedale Maggiore di Milano dalla contessa Giuditta Sommaruga.
La loro storia era stata particolarmente controversa: la contessa Giuditta Sommaruga alla propria morte li aveva infatti lasciati in eredità insieme all'annessa abitazione in via Melchiorre Gioia all'Ospedale Maggiore, che ne avrebbe dovuto mantenere la cura, destinandoli a scopi ospitalieri o che comunque lenissero le sofferenza dell'umanità, perpetuando la memoria della madre Emilia Longone, vedova Sommaruga. Sui terreni vi era già stabilito un vivaio, che continuò per diversi decenni la propria attività. Nel frattempo, in seguito alla divisione dell'Ospedale Maggiore nei due enti ospedalieri Policlinico e Niguarda, la proprietà del terreno passò a quest'ultimo, che lo vendette nel 1983, con autorizzazione definitiva della Giunta Regionale (essendo questo un bene inalienabile) del 1988. Il vivaio venne sfrattato nel corso del 2001: da allora le varietà arboree lì presenti continuarono a crescere spontaneamente e indisturbate, mentre l'area - tecnicamente non accessibile al pubblico - era diventata un ricettacolo di prostituzione e spaccio locale.
Verso la fine del 2005 il vivaio divenne un centro di contestazione perché ne era ormai deciso l'abbattimento in vista dell'apertura dei cantieri per la nuova sede della Regione.

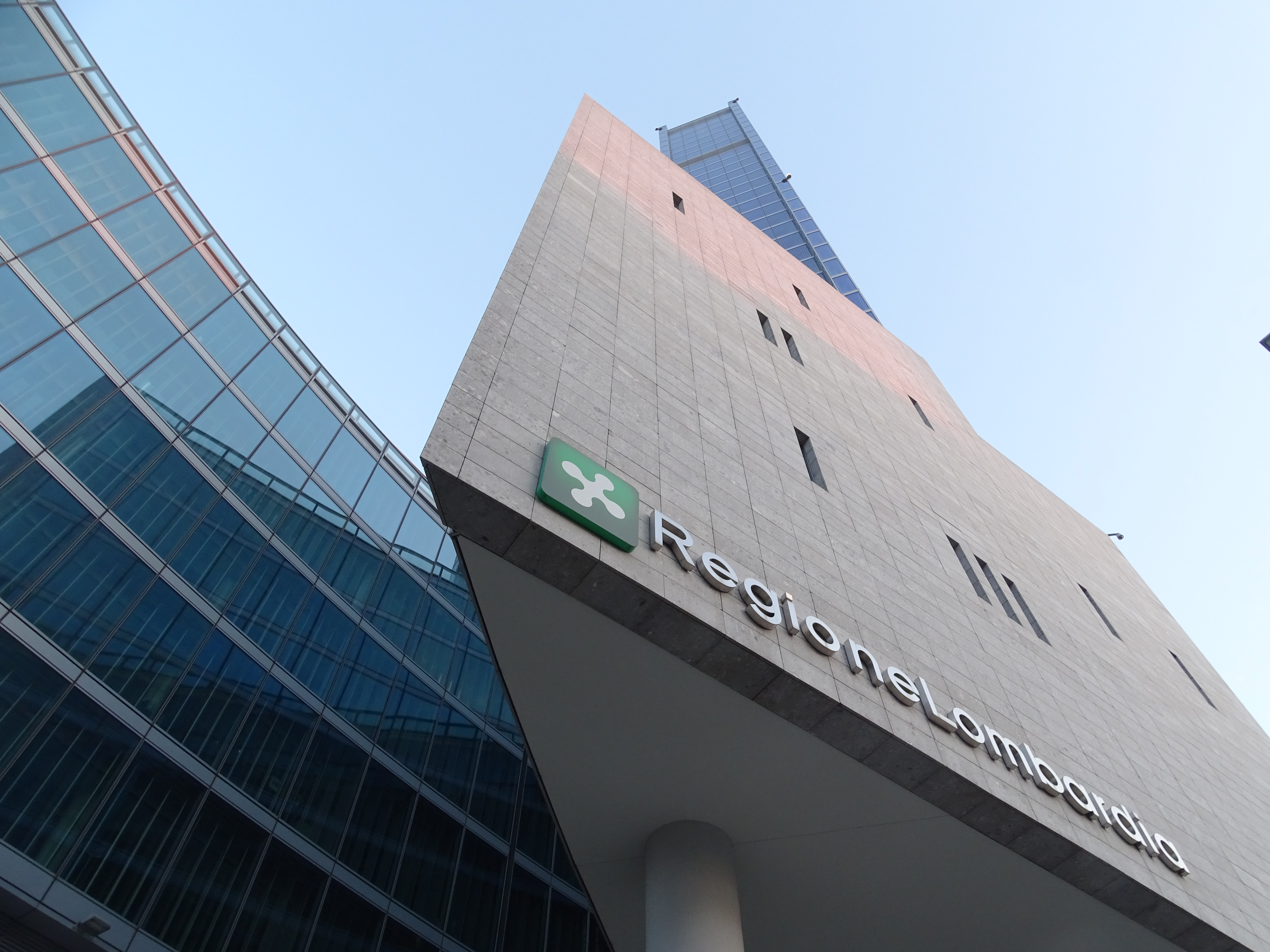
L'ingresso del Palazzo, sede della Giunta regionale.

Nel dicembre 2005 l'impresa incaricata del taglio e trasloco iniziò i lavori. Per tale occasione l'ambientalista Michele Sacerdoti si arrampicò su un faggio per impedirne il taglio, e il musicista Rocco Tanica protestò con uno sciopero della fame. Entro il 7 gennaio 2006 furono traslocate dieci piante in largo De Benedetti, viale Restelli e Piazza Carbonari; le altre furono tagliate e triturate sul posto.
In seguito il faggio che era sopravvissuto al taglio fu rimosso perché ammalato. Oggi sopravvive ancora una magnolia, ultimo albero rimasto del cosiddetto "bosco di Gioia".
Il gruppo Elio e le Storie Tese ha dedicato a quest'evento una canzone intitolata Parco Sempione.

## La nuova area attorno a Palazzo Lombardia

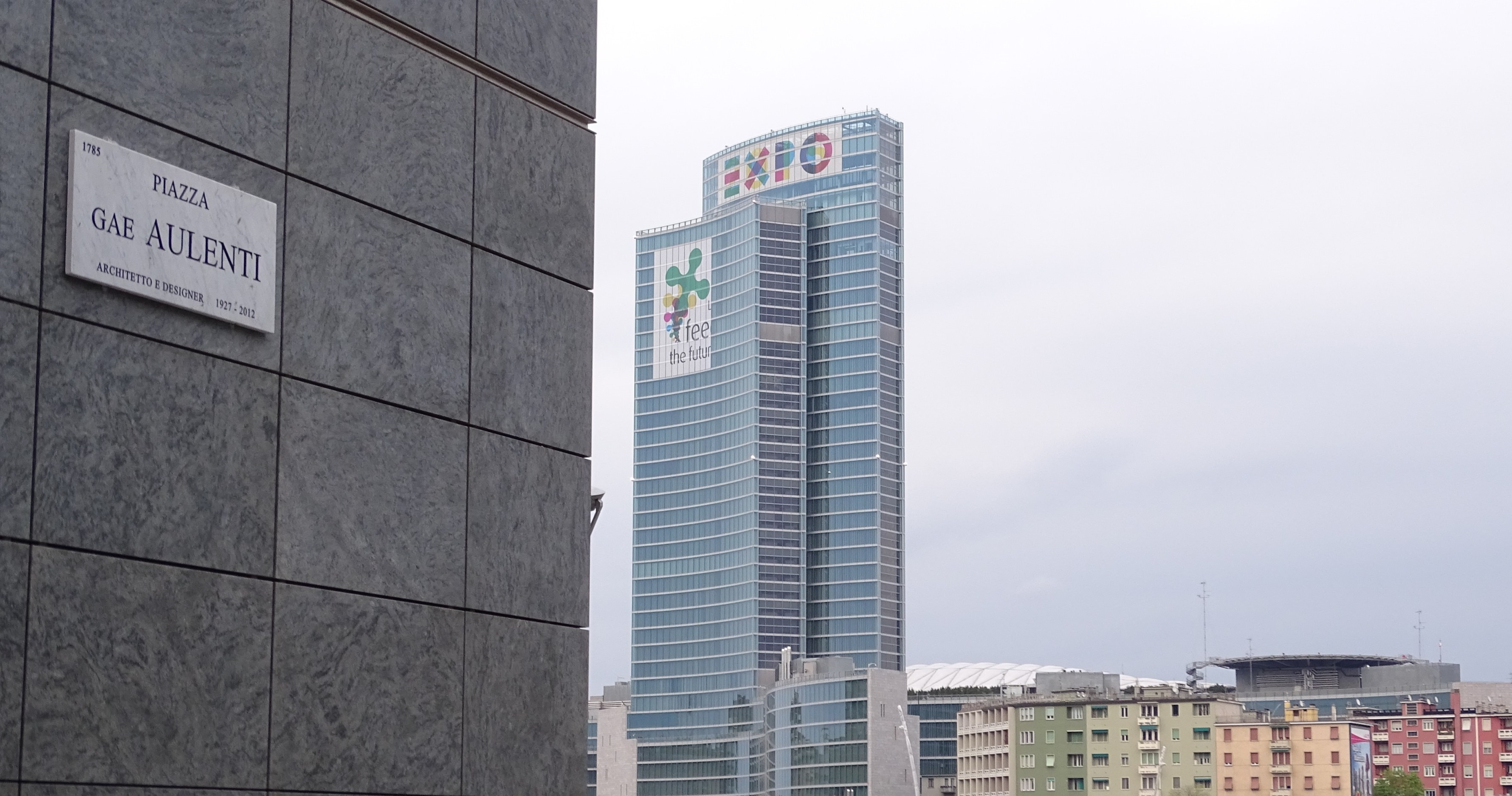
Il Palazzo Lombardia durante Expo 2015, visto da piazza Gae Aulenti.
In primo piano la torre Unicredit

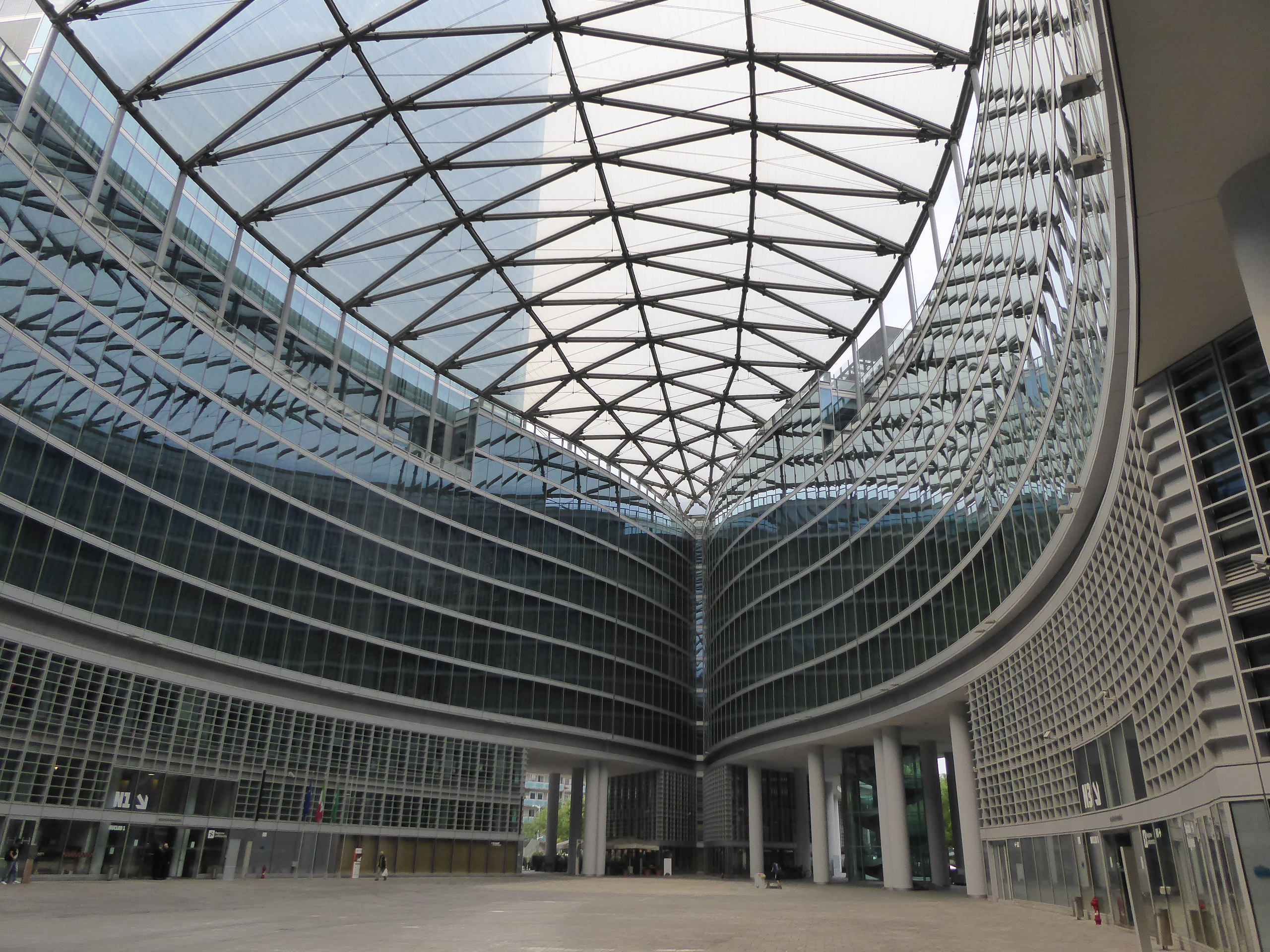
Piazza Città di Lombardia

### Piazza Città di Lombardia
I corpi bassi di Palazzo Lombardia si articolano in modo tale da formare un'ampia piazza coperta al proprio interno, intitolata alle Città di Lombardia. 
La piazza si sviluppa secondo una forma ogivale su una superficie di circa 4.000 m², coperti da una struttura modulare in efte, posta a 32 metri di altezza. Lo spazio pubblico viene regolarmente affittato per manifestazioni ed eventi di vario tipo e offre una capienza superiore alle tremila persone.

### Il nuovo giardino
Nel 2015 viene avviata l'opera di realizzazione del giardino associato al Progetto Porta Nuova, con un'estensione di 100.000 m² (dieci volte quella del precedente Bosco di Gioia) e la posa di 1.500 nuovi alberi, iniziata nella primavera 2017. Tale giardino non è ricompreso nella parte verde dell'arredo urbano del palazzo.

## Le raccolte d'arte di Palazzo Lombardia
Gli ambienti della sede regionale ospitano un'ampia e varia collezione di opere di arte contemporanea.

## Palazzo Lombardia nella cultura di massa
- Il gruppo Elio e le Storie Tese ha dedicato una canzone all'abbattimento del così detto Bosco di Gioia, intitolata Parco Sempione.
- Nel 2015, in occasione di Expo, Andrea Bocelli ha realizzato un video promozionale, cantando l'inno ufficiale dell'evento sul tetto del grattacielo, accompagnato da un pianoforte.